# Noeeta
Noeeta is een geslacht van insecten uit de familie van de Boorvliegen (Tephritidae), die tot de orde tweevleugeligen (Diptera) behoort.

## Soorten
- N. bisetosa Merz, 1992
- N. crepidis Hering, 1936
- N. hemiradiata Dirlbek & Dirlbek, 1991
- N. pupillata: Havikskruidboorvlieg (Fallen, 1814)
- N. strigilata (Loew, 1855)